# Мери Мортън
Мери Филис Джоан Мортън (на английски: Mary Phyllis Joan Morton) е британска актриса, фотомодел и писателка на произведения в жанра любовен роман. Пише под псевдонима Конкордия Мерел (на английски: Concordia Merrel).

## Биография
Мери Мортън е родена на 1886 г. във Висакхапатнам, Андхра Прадеш, Индия, в семейството на Томас Логан и Беатрис Патертън.
Като фотомодел участва в рекламната кампания „Kodak Girl“ през 1910 г. и ще се запомни като момичето с карираната рокля. Работи за компанията дълги години.
Има два брака. Първият ѝ съпруг е актьорът Франклин Дайл, с който имат син – Валънтайн Дайл (1908), известен като „мъжът в черно“ в радиото. Вторият ѝ съпруг е Кавендиш Мортън, фотограф, актьор и филмов режисьор. С него имат двама сина – близнаците Конкорд и Кавендиш (1911). С него живее на остров Уайт до смъртта му през 1939 г.
Участва като актриса в няколко филма в периода 1917-1919 г.
От началото на 20-те години започва да пише любовни романи.
Мери Мортън умира през 1963 г. в Ай, Съфолк, Англия.

## Произведения

### Самостоятелни романи
- Julia Takes Her Chance (1921)
- Miss Pilgrim's progress (1924)
- Ordeal by Marriage (1926)
- The Man without Mercy (1929)
- The Miracle Merchant (1929)
- Casamento por Vingança (1930)
- The seventh Miss Brown (1930)
- Sally Among the Stars (1930)
- The Three Graces (1930)
- John Gresham's Girl (1930)
- The Cads' Party (1931)
- Consequences (1931)
- Adam and some Eves (1931)
- The House of Yesterday (1932)
- Introducing Terry Sloane (1934)
- Love's Hazard (1935)
- Married For Money (1936)
- Storm Comes to Stay (1936)
- Marjorie chez les stars (1939)
- Coração Indeciso (1943)
- Les chemins détournés (1945)
- Option d'amour (1945)
- Love and Diana (1947)
- Diane et l'amour (1948)
- L'amour enchainé (1949)
- En dernier recours ! (1951)
- L' impitoyable (1952)
- Etrange marriage (1954)
- A la poursuite du bonheur (1955)

### На български
На български в периода 1992 – 1993 г. са издадени следните заглавия:
- Момичето без име
- Сянката на червения Мейсън
- Купена жена
- Фарът се запалва
- Един дълъг завой
- Сянка върху щастието
- В плен на любовта

### Филмография
- 1917 The Lost Chord – като Джоан
- 1918 Ave Maria – като Маргарет
- 1918 My Sweetheart – като г-жа Флитър
- 1919 A Smart Set – като Полин